# Rugby op de Olympische Zomerspelen 2024
Rugby Sevens is een van de sporten op de Olympische Zomerspelen 2024 in Parijs. In totaal strijden 24 nationale ploegen – twaalf bij de mannen en twaalf bij de vrouwen – om de medailles. Met twaalf atleten per ploeg bestaat het deelnemersveld uit 288 atleten. De wedstrijden worden gespeeld in het Stade de France in Saint-Denis.

## Kwalificatie
Bij zowel de mannen als de vrouwen plaatsen twaalf ploegen zich voor het olympisch rugbytoernooi. De kwalificatie voor beide evenementen is op hoofdlijnen gelijk. Gastland Frankrijk is verzekerd van deelname aan beide evenementen. Vier teams kwalificeren zich via de World Rugby Sevens Series 2022/23. Zes landen plaatsen zich vervolgens via de continentale kwalificatietoernooien in 2023. De laatste quotaplaats komt toe aan de winnaar van het olympisch kwalificatietoernooi (OKT) in juni 2024 waar twaalf landenteams aan deelnemen.
Mannen
| Toernooi                             | Datum                         | Locatie    | Plaatsen | Gekwalificeerd                          |
| ------------------------------------ | ----------------------------- | ---------- | -------- | --------------------------------------- |
| Gastland                             | 13 september 2017             | –          | 1        | Frankrijk                               |
| World Rugby Sevens Series 2022/23    | 4 november 2022 – 21 mei 2023 | –          | 4        | Nieuw-Zeeland Argentinië Fiji Australië |
| Zuid-Amerikaans kwalificatietoernooi | 17 – 18 juni 2023             | Montevideo | 1        | Uruguay                                 |
| Europese Spelen 2023                 | 25 – 27 juni 2023             | Krakau     | 1        | Ierland                                 |
| RAN Sevens 2023                      | 19 – 20 augustus 2023         | Langford   | 1        | Verenigde Staten                        |
| Africa Sevens 2023                   | 16 – 17 september 2023        | Harare     | 1        | Kenia                                   |
| Oceanisch kampioenschap 2023         | 10 – 12 november 2023         | Brisbane   | 1        | SAM                                     |
| Aziatisch kwalificatietoernooi       | 18 – 19 november 2023         | Osaka      | 1        | Japan                                   |
| OKT                                  | 21 – 23 juni 2024             | Monaco     | 1        | Zuid-Afrika                             |
| Totaal                               |                               |            | 12       |                                         |

Vrouwen
| Toernooi                             | Datum                         | Locatie    | Plaatsen | Gekwalificeerd                                   |
| ------------------------------------ | ----------------------------- | ---------- | -------- | ------------------------------------------------ |
| Gastland                             | 13 september 2017             | –          | 1        | Frankrijk                                        |
| World Rugby Sevens Series 2022/23    | 4 november 2022 – 21 mei 2023 | –          | 4        | Nieuw-Zeeland Australië Verenigde Staten Ierland |
| Zuid-Amerikaans kwalificatietoernooi | 17 – 18 juni 2023             | Montevideo | 1        | Brazilië                                         |
| Europese Spelen 2023                 | 25 – 27 juni 2023             | Krakau     | 1        | Groot-Brittannië                                 |
| RAN Sevens 2023                      | 19 – 20 augustus 2023         | Langford   | 1        | Canada                                           |
| Africa Sevens 2023                   | 14 – 15 oktober 2023          | Monastir   | 1        | Zuid-Afrika                                      |
| Oceanisch kampioenschap 2023         | 10 – 12 november 2023         | Brisbane   | 1        | Fiji                                             |
| Aziatisch kwalificatietoernooi       | 18 – 19 november 2023         | Osaka      | 1        | Japan                                            |
| OKT                                  | 21 – 23 juni 2024             | Monaco     | 1        | China                                            |
| Totaal                               |                               |            | 12       |                                                  |

## Resultaten

### Mannen
Detail : zie Rugby op de Olympische Zomerspelen 2024 – Mannen sevens
| Plaats | Land             |
| ------ | ---------------- |
| Goud   | Frankrijk        |
| Zilver | Fiji             |
| Brons  | Zuid-Afrika      |
| 4      | Australië        |
| 5      | Nieuw-Zeeland    |
| 6      | Ierland          |
| 7      | Argentinië       |
| 8      | Verenigde Staten |
| 9      | Kenia            |
| 10     | Samoa            |
| 11     | Uruguay          |
| 12     | Japan            |

### Vrouwen
zie : Rugby op de Olympische Zomerspelen 2024 (vrouwen)
| Plaats | Land                |
| ------ | ------------------- |
| Goud   | Nieuw-Zeeland       |
| Zilver | Canada              |
| Brons  | Verenigde Staten    |
| 4      | Australië           |
| 5      | Frankrijk           |
| 6      | China               |
| 7      | Verenigd Koninkrijk |
| 8      | Ierland             |
| 9      | Japan               |
| 10     | Brazilië            |
| 11     | Zuid-Afrika         |
| 12     | Fiji                |

## Medaillespiegel
| Plaats | Land             | NOC    | Goud | Zilver | Brons | Totaal |
| ------ | ---------------- | ------ | ---- | ------ | ----- | ------ |
| 1      | Frankrijk        | FRA    | 1    | 0      | 0     | 1      |
| 1      | Nieuw-Zeeland    | NZL    | 1    | 0      | 0     | 1      |
| 3      | Canada           | CAN    | 0    | 1      | 0     | 1      |
| 3      | Fiji             | FIJ    | 0    | 1      | 0     | 1      |
| 5      | Verenigde Staten | USA    | 0    | 0      | 1     | 1      |
| 5      | Zuid-Afrika      | RSA    | 0    | 0      | 1     | 1      |
| Totaal | Totaal           | Totaal | 2    | 2      | 2     | 6      |